# دیو بارتولومئو
دیو بارتولومئو (انگلیسی: Dave Bartholomew؛ ۲۴ دسامبر ۱۹۱۸ – ۲۳ ژوئن ۲۰۱۹) فرد نظامی، نوازنده ترومپت سبک جاز اهل ایالات متحده آمریکا بود.